# Saint-Pierre-le-Chastel

Saint-Pierre-le-Chastel este o comună în departamentul Puy-de-Dôme, Franța. În 2009 avea o populație de 373 de locuitori.